# Великий Ліс (пам'ятка природи, Харківський район)

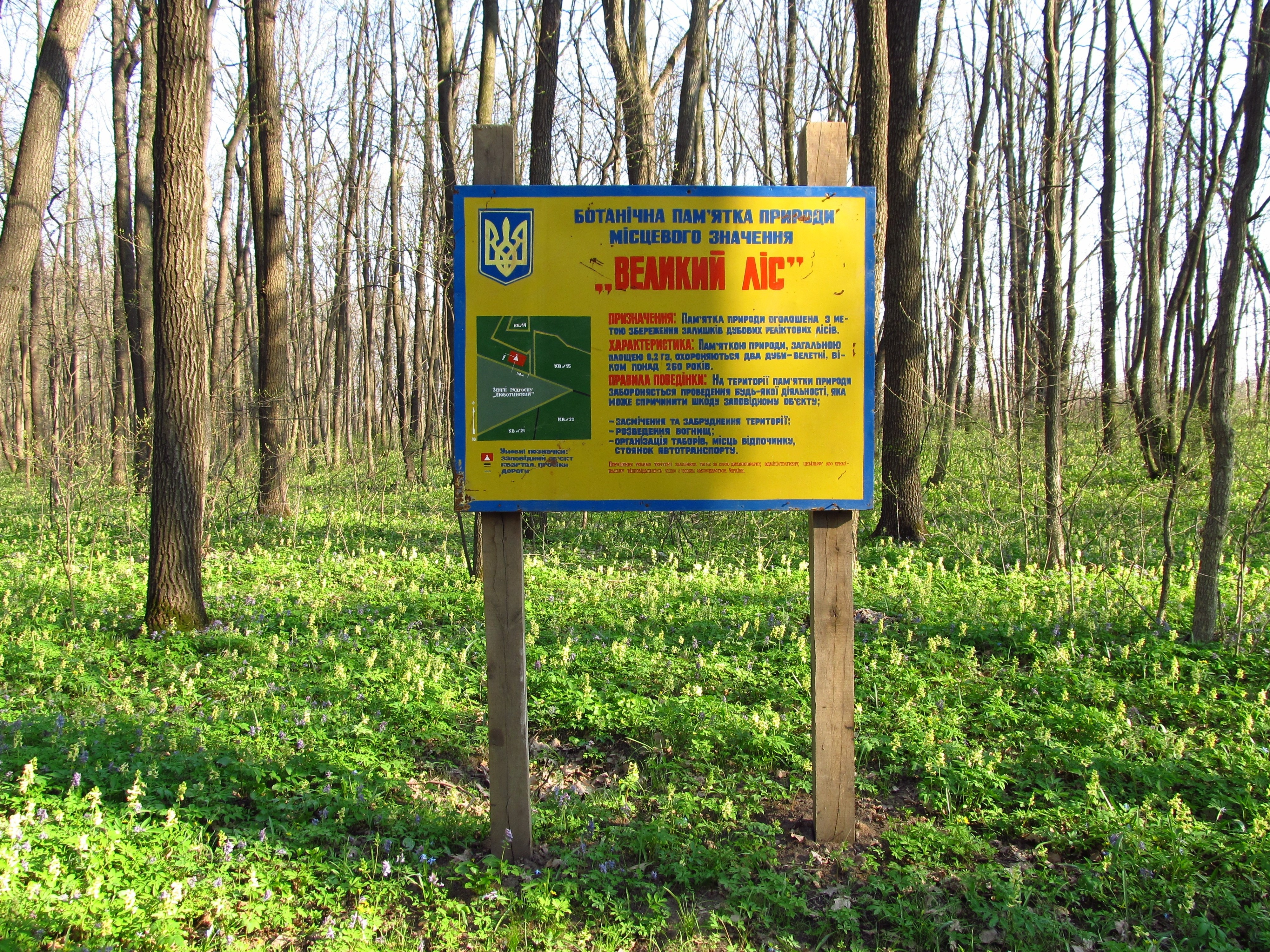
інформаційний знак

Вели́кий Ліс — ботанічна пам'ятка природи місцевого значення в Україні. Об'єкт природно-заповідного фонду Харківської області. 
Розташована на території Харківського району Харківської області, на південь від міста Люботин. 
Площа 0,1 га. Статус отриманий у 1984 році. Перебуває у віданні ДП «Жовтневе лісове господарство» (Люботинське лісництво, кв. 14, вид. 20). 
Статус надано для збереження цікавого феномену природи: два старі дерева дуба звичайного зрослися на висоті трьох метрів — своєрідні «сіамські близнюки» у рослинному світі.